# Kołzin
Kołzin [ˈkɔu̯ʑin] là một khu định cư ở khu hành chính của Gmina Sianów, thuộc huyện Koszalin, Zachodniopomorskie, ở phía tây bắc Ba Lan. Nó nằm khoảng 5 kilômét (3 mi) phía bắc Sianów, 14 km (9 mi) phía đông bắc Koszalin và 149 km (93 mi) về phía đông bắc của thủ đô khu vực Szczecin.